# District de Kaka
Pour les articles homonymes, voir Kaka.
Le district de Kaka est un district du Turkménistan situé dans la province d'Ahal.
Dans les temps anciens, la région était une plaine agricole fertile au nord de la chaîne de montagnes Kopet-Dag. Un certain nombre de sites importants de l'âge du bronze se trouvent dans la région, comme l'Ulug Depe.